# 米哈伊洛·波多利亚克
米哈伊洛·米哈伊洛维奇·波多利亚克（烏克蘭語：'1972年2月16日—），乌克兰政治人物、记者和谈判代表，现为烏克蘭總統弗拉基米尔·泽连斯基的顾问。2022年俄羅斯全面入侵烏克蘭後他也是2022年俄乌和平谈判期間烏方派出的談判代表。

## 争议言论
2023年9月14日，波多利亚克俄羅斯入侵烏克蘭背景下接受记者采访时表示，“这些国家（指中华人民共和国和印度）的问题是他们不分析自己举措的后果。这些国家的智力潜力很弱，很遗憾。”对此，中华人民共和国外交部发言人毛宁回应波多利亚克的言论，称其应作出解释说明。印度官方没有回应波多利亚克的言行，乌克兰驻印度大使馆澄清，这只是波多利亚克的个人观点，不代表乌克兰外交部。波多利亚克随后表示，对于使用了「弱智力潜力」是不正确的短语而道歉。但也认为，恰恰是有关评语是针对印度和中国的战略计划的分析部分，而不幸的是，它们仍然支持俄罗斯。
同月，波多利亚克还指责教宗方济各“亲俄，不可信”、“俄罗斯联邦在梵蒂冈银行有一些投资”，否认教皇在调节俄乌战争中的作用；其言论同样受到梵蒂冈的驳斥，“除了不符合事实外，鉴于宗教事业局的严格政策，以及同样适用于金融部门的国际制裁，这样的活动是不可能的”、“波多利亚克的声明毫无根据，应被视为毫无道理”。

## 外部鏈接
- 维基共享资源上的相關多媒體資源：米哈伊洛·波多利亚克
- 米哈伊洛·波多利亚克的Telegram
- 米哈伊洛·波多利亚克的X（前Twitter）

1. ↑  或按俄語名譯名米哈伊尔·波多利亚克[1]